# 張健峰
張健峰（Cheung Kin Fung，1984年1月1日－）是香港一位已退役足球運動員，前香港足球代表隊成員，司職左後衛。張健峰以左腳技術精湛見稱，他的傳中球落點十分準確，往往能令球隊得到入球機會，因此時常被球迷稱為「GPS」。

## 球會生涯

#### 初出茅廬
張健峰年少時常在上水的街場踢球，鄭少偉亦是其波友。他在球場上被教練發掘，曾到香港體育學院作短期訓練。他於中學三年級參加選拔，成功入選香港青年代表隊，並到體院受訓數月。1998年4月，體院移除足球為精英項目並解散足球部，當時14歲的他於是跟隨教練黎新祥過戶流浪青年軍，同期有盧均宜、呂志興、陳旭智等球員。1999年，他與部份隊友一度外借到二合青年軍，一年後重返流浪一隊。
張健峰於2001年年初以17歲之齡在香港甲組聯賽首度亮相。剛出道時，他主要司職左中場，亦能串演左後衛。出道不久後，他在該年5月對傑志對聯賽賽事中遭到嚴重受傷，需要長期休養，並需負傷參加中學會考。由於月薪只有800元，他於是在養傷期間為球會和班主做兼職賺取外快，例如剪報、裝修和送錶針等等。他在青年軍和出道初期已獲前輩梁志榮和金判坤指導，是日後他能發展成為香港隊左後衛的良師。
2003年，流浪打入足總盃決賽，是他職業生涯首次參加盃賽決賽。

#### 首奪冠軍
2004年4月，流浪在賽季完結前一個月突然宣佈張健峰轉投傑志。他在季尾對AC米蘭的國際友誼賽中後備上陣，為佩迪里送上助攻，協助傑志擊敗對手。不過他於新球會的首個正式賽季未獲重用，一度欲重返流浪，最終他決定留隊並改任左後衛，在第二季的多個盃賽中有突出表現。
他在2005年12月的聯賽盃決賽梅開二度，協助傑志以4–3擊敗愉園奪得重返頂級聯賽後的首個冠軍。賽後，他獲得出道三年以來首個個人獎項——賽事最佳防守球員。傑志於次年3月再奪高級組銀牌冠軍，成為盃賽雙冠王。季後，張健峰當選香港足球明星選舉最佳年青球員。

#### 高峰時期
2008年夏天，張健峰加入新組成的天水圍飛馬，分別於頭兩個賽季奪得高級組銀牌和足總盃冠軍。雖然在該段時期飛馬無緣染指聯賽冠軍，但球隊踢出獨特風格深受球迷擁戴，他自言飛馬的歲月是職業生涯中其中一段最開心的時光。2012年夏天，他因球會改組而轉會晨曦。
2013年1月，張健峰被晨曦外借至傑志，成為傑志於亞協盃戰線的主將，並經常助攻巴倫古素及佐迪等隊友入球。他於2013年夏天正式重返傑志，在與隊中相同位置外援丹尼的競爭下，於本地聯賽少有上陣機會，但卻是傑志闖進當屆亞協盃四強的重要一員。傑志連續兩年奪得聯賽錦標，令張健峰首嘗聯賽冠軍滋味，張健峰於2014 - 15三冠王球季後首度當選香港足球明星選舉最佳十一人。
2015年夏天，他為了爭取更多上陣機會「上山」轉投傑志的死敵南華。2015年11月，張健峰在一系列的世界盃亞洲區外圍賽表現出色，隨後人氣和身價急升，獲多隊國內球會斟介，包括中甲球會大連一方亦邀請他加盟，而張健峰亦對於自己獲賞識感到欣喜，並希望往外闖，但要與南華詳細商討。2015年12月19日，南華足主張廣勇聯同張健峰見傳媒交代動向，張廣勇表示與球員詳細商議後，會方成功挽留張健峰並作適量加薪，張健峰稱留隊其中一個原因是家庭因素，而未來將集中精神在南華比賽爭取好成績。2016年1月17日以2–0擊敗標準流浪的聯賽，張健峰取得了加盟南華後的首個入球。季後再度當選香港足球明星選舉最佳十一人。

#### 三十以後
2016年9月，因張健峰受傷患困擾，未能保持狀態，南華宣布將他外借至理文流浪，讓他有更多上陣機會。回歸母會後，張健峰選擇重回以前的左中場位置，並將所學傾囊相授及提點新一代左後衛黃梓浩，希望他好好發展繼而接班，直到對方季中離隊。
2017年6月，南華宣佈退出香港超級聯賽，由於張健峰是與已離任的前任南華足主張廣勇簽訂球員合約，而不是屬會南華會，當張廣勇離任足主一職後已向會方表明自己與南華已經再沒有任何關係，而由他代表南華會與球員簽下的合約交回會方與球員解決，惟南華會堅持只會按僱員條例，向仍有合約的球員賠償一個月薪酬，作為解約條件，而仍與南華有合約的張健峰和其他部份本地及外援球員則表明不能接受，最終張健峰於新一季離隊轉投東方龍獅。
2017－18賽季，張健峰因受傷錯失東方大部份比賽。2019年1月，東方外借張健峰至佳聯元朗。他職業生涯最後一場賽事是賽季最終戰對南區，擔任隊長的他射入生涯最後一球入球，協助球隊大勝7-1。2019年8月，張健峰宣佈退役，結束19年的職業球員生涯，退役後將轉任為全職教練。
2022年底，張健峰舉家移民英國，並於翌年復出加盟由當地港人在曼徹斯特建立的低組別聯賽球會Konger FC。 

## 國際賽生涯
張健峰於初中開始入選香港青年代表隊，並曾在體院受訓數月。2000年，他入選香港U16出戰深港穗杯少年足球賽和亞少杯外圍賽。2001年，年僅17歲的他入選香港全運隊，出戰第九屆全國運動會男子足球預賽，但因賽程與會考考期重疊而退隊。
2006年，張健峰開始入選香港足球代表隊，時任教練是自小提攜他的黎新祥。2006年賀歲盃港隊以0-4不敵克羅地亞是他的代表隊地標戰。張健峰首次參加的正式賽事是2007年亞洲盃外圍賽，在他入選前港隊兩度賽和主要對手烏茲別克，同分並列小組次位，是多年來港隊首次在大賽外圍賽中有出線的希望，但港隊最後得兩勝兩和兩負8分的成績無緣出線。
2007年至2009年初，張健峰繼續入選港隊並參加了2008年東亞盃外圍賽、2010年世界盃外圍賽和2011年亞洲盃外圍賽。2009年底至2012年初的一段時間是張健峰的代表隊空白時期，其港隊左後衛位置被不同球員所取代。他於第34屆省港盃再次為港隊上陣兼捧走獎盃，直到2012年6月才能再次在正式比賽為港隊披甲。
2013年3月22日主場迎戰越南的2015年亞洲盃外圍賽，全場爆滿，張健峰於88分鐘交出助攻，令隊長陳偉豪頂入奠勝一球，協助香港以1–0勝出。
2015年11月，張健峰在一系列的2018年世界盃亞洲區外圍賽表現出色，其中在主場7–0大勝不丹交出兩個助攻、作客不丹在最後關頭交出助攻以1–0絕殺對手、主場面對西亞勁旅卡塔爾在賽事未段交出一球助攻。而其代表作為主場賽和排名高香港60位的中國一役，防守方面把有「中國沙治奧拉莫斯」之稱的右後衛張琳芃看管得貼貼服服，進攻方面曾開出急勁角球使法圖斯得以在混亂之際射入球門，可惜港隊此球因侵犯龍門被判詐糊。張健峰協助香港隊於世界盃外圍賽取得4勝2和2負的驕人成績，出線第三圈只差一步，令他在一時間獲三、四間中超及中甲的內地球會開出豐厚聘約。
2016年9月，張健峰在香港隊對柬埔寨的國際友誼賽中正選上陣，是他十年國際賽生涯的告別戰，生涯共得到41頂喼帽。及後，他因傷退出代表隊大軍名單，未能參加2017年東亞盃外圍賽及2019亞洲盃外圍賽第三圈。

## 教練生涯
張健峰早年受到前飛馬及南華隊友中村祐人啟發，與及近年跟傑志韓援金泰敏稔熟，對南韓文化產生興趣。張健峰前球會傑志先後聘用張敬珍及金泰敏等韓援，加上時任香港隊主教練金判坤也是韓國人，令他下定決心去工聯會學韓文，希望於掛靴後找他們「搭路」赴南韓做助教。
在掛靴前，張健峰已開始裝備自己，準備日後的執教之路。他分別於2016年和2019年修讀亞洲足協B級和A級教練牌照班。2017－18球季，他擔任南華U16青年軍主教練。2018－19球季，他擔任東方U14青年軍主教練。
2019年9月起，他成為香港足球總會的全職教練，負責帶領香港隊梯隊集訓和比賽。同月，他取代因球員發生紀律風波而停職的安頓，首次擔任香港U18主教練並出戰台灣邀請賽，唯最終三場全敗。2020年初，張健峰原擔任賀歲盃香港隊主教練，但賀歲盃因新冠疫情爆發而取消。
2021－22球季，張健峰擔任香港超級聯賽球會香港U23主教練。2021年11月，張健峰擔任香港U23代表隊主教練，出戰U23亞洲盃外圍賽。部份球員於賽事期間醉酒生事，最終球隊兩戰全敗無緣出線，多名球員回港後被罰停賽。
2022年9月，張健峰帶領香港U20出戰U22亞洲盃外圍賽。香港被編入F組，與東道主印尼、越南及東帝汶同組，最終三戰皆北。

## 個人生活
張健峰生於香港，他有一個姐姐，父親是一名廚師，早年已隻身到日本發展，教煮點心。他小時在上水長大，中五畢業於保良局馬錦明中學。除了足球外，張健峰亦是排球愛好者，更因此結識到未來太太趙碧琪及她的歌星好友鄧麗欣。他於2009年9月17日跟拍拖四年的趙結婚。現時兩人育有兩名兒子張景堯和張星霖，分別生於2010年及2016年。張健峰的大兒子與前南華隊友陳偉豪的兒子由細玩到大，除了一起跟安尼頓學踢足球外，還是小學同學。

## 軼事
- 2009年，張健峰經過試鏡後以客串身份參與由無綫電視製作的《南華夢飛翔》的演出。
- 張健峰曾在兩度效力傑志期間串演守門員，而兩次都是因為球隊守門員王振鵬在禁區內犯規紅牌被逐而引致。[32]

## 職業生涯數據

### 球會
最後更新：2023年2月14日
| 俱樂部      | 賽季     | 聯賽     | 聯賽 | 聯賽 | 足總杯 | 足總杯 | 高級組銀牌 | 高級組銀牌 | 联赛杯 | 联赛杯 | 洲際赛事 | 洲際赛事 | 總計 | 總計 |
| 俱樂部      | 賽季     | 層級     | 出賽 | 進球 | 出賽   | 進球   | 出賽       | 進球       | 出賽   | 進球   | 出賽     | 進球     | 出賽 | 進球 |
| ----------- | -------- | -------- | ---- | ---- | ------ | ------ | ---------- | ---------- | ------ | ------ | -------- | -------- | ---- | ---- |
| 流浪        | 2000–01  | 港甲     |      |      |        |        | —          | —          |        |        | —        | —        | 4    | 1    |
| 流浪        | 2001–02  | 港甲     | —    | —    | —      | —      | —          | —          | —      | —      | —        | —        | —    | —    |
| 流浪        | 2002–03  | 港甲     | 7    | 1    | 3      | 0      | 1          | 0          | 1      | 0      | —        | —        | 12   | 1    |
| 流浪        | 2003–04  | 港甲     | 13   | 0    | —      | —      | 2          | 1          | 5      | 1      | —        | —        | 20   | 2    |
| 總計        | 總計     | 總計     |      |      |        |        | 3          | 1          |        |        | —        | —        | 36   | 4    |
| 傑志        | 2003–04  | 港甲     | 2    | 0    | 3      | 0      | —          | —          | —      | —      | —        | —        | 5    | 0    |
| 傑志        | 2004–05  | 港甲     | 4    | 0    | 1      | 0      | 2          | 0          | 2      | 0      | —        | —        | 9    | 1    |
| 傑志        | 2005–06  | 港甲     | 11   | 3    | 1      | 0      | 3          | 0          | 5      | 3      | —        | —        | 20   | 6    |
| 傑志        | 2006–07  | 港甲     | 15   | 1    | 1      | 0      | 1          | 0          | 6      | 0      | —        | —        | 23   | 1    |
| 傑志        | 2007–08  | 港甲     | 13   | 1    | 1      | 0      | 3          | 0          | 5      | 1      | 2        | 0        | 24   | 2    |
| 總計        | 總計     | 總計     | 45   | 5    | 7      | 0      | 9          | 0          | —      | —      | 2        | 0        | 81   | 10   |
| 天水圍飛馬  | 2008–09  | 港甲     | 18   | 2    | 4      | 0      | 3          | 0          | 2      | 0      | —        | —        | 27   | 2    |
| 天水圍飛馬  | 2009–10  | 港甲     | 13   | 1    | 3      | 0      | 1          | 0          | —      | —      | —        | —        | 17   | 1    |
| 天水圍飛馬  | 2010–11  | 港甲     | 15   | 0    | 1      | 0      | 1          | 0          | 3      | 0      | 5        | 0        | 25   | 0    |
| 天水圍飛馬  | 2011–12  | 港甲     | 17   | 3    | 3      | 1      | 5          | 1          | 2      | 0      | —        | —        | 27   | 5    |
| 總計        | 總計     | 總計     | 63   | 6    | 11     | 1      | 10         | 1          | 7      | 0      | 5        | 0        | 96   | 8    |
| 晨曦        | 2012–13  | 港甲     | 9    | 0    | —      | —      | 2          | 0          | —      | —      | —        | —        | 11   | 0    |
| 總計        | 總計     | 總計     | 9    | 0    | —      | —      | 2          | 0          | —      | —      | —        | —        | 11   | 0    |
| 傑志 (租借) | 2012–13  | 港甲     | 5    | 0    | 3      | 0      | —          | —          | —      | —      | 9        | 0        | 22   | 0    |
| 傑志        | 2013–14  | 港超     | 6    | 0    | 1      | 1      | 1          | 0          | —      | —      | 10       | 0        | 18   | 1    |
| 傑志        | 2014–15  | 港超     | 6    | 0    | —      | —      | 2          | 0          | 2      | 0      | 7        | 0        | 18   | 0    |
| 總計        | 總計     | 總計     | 17   | 0    | 4      | 1      | 3          | 0          | 2      | 0      | 19       | 0        | 58   | 1    |
| 南華        | 2015–16  | 港超     | 15   | 1    | 1      | 0      | 2          | 0          | 6      | 0      | 3        | 0        | 27   | 1    |
| 南華        | 2016–17  | 港超     | 1    | 0    | —      | —      | —          | —          | —      | —      | —        | —        | 1    | 0    |
| 總計        | 總計     | 總計     | 16   | 1    | 1      | 0      | 2          | 0          | 6      | 0      | 3        | 0        | 28   | 1    |
| 流浪 (租借) | 2016–17  | 港超     | 16   | 0    | —      | —      | —          | —          | 1      | 0      | —        | —        | 17   | 0    |
| 總計        | 總計     | 總計     | 16   | 0    | —      | —      | —          | —          | 1      | 0      | —        | —        | 17   | 0    |
| 東方        | 2017–18  | 港超     | 4    | 0    | —      | —      | 2          | 0          | —      | —      | 1        | 0        | 7    | 0    |
| 東方        | 2018–19  | 港超     | 1    | 0    | —      | —      | —          | —          | 1      | 0      | —        | —        | 2    | 0    |
| 總計        | 總計     | 總計     | 5    | 0    | —      | —      | 2          | 0          | 1      | 0      | 1        | 0        | 9    | 0    |
| 元朗 (租借) | 2018–19  | 港超     | 9    | 1    | 3      | 0      | —          | —          | —      | —      | —        | —        | 12   | 1    |
| 總計        | 總計     | 總計     | 9    | 1    | 3      | 0      | —          | —          | —      | —      | —        | —        | 12   | 1    |
| 生涯總計    | 生涯總計 | 生涯總計 |      |      |        |        | 31         | 2          |        |        | 32       | 0        | 338  | 25   |

1. ↑  聯賽盃（2016年及以前）及菁英盃（2015年及之後）
2. ↑  亞協盃分組賽賽事（未計算作客比賽）
3. ↑  聯賽盃停辦一屆
4. ↑  亞協盃分組賽賽事（未計算作客比賽）
5. ↑  亞協盃分組賽及淘汰賽賽事
6. ↑  亞協盃分組賽及淘汰賽賽事
7. ↑  亞協盃分組賽及十六強賽事
8. ↑  聯賽盃及菁英盃合計
9. ↑  亞協盃分組賽賽事
10. ↑  亞冠盃外圍賽第二圈

### 國際賽
- 僅列出國際A級比賽

| #  | 時間             | 對手           | 比數 | 賽事性質           |
| -- | ---------------- | -------------- | ---- | ------------------ |
| 1  | 2006年2月1日     | （主）         | 0-4  | 2006年嘉士伯盃     |
| 2  | 2006年10月11日   | （客）         | 0-2  | 2007年亞洲盃外圍賽 |
| 3  | 2006年11月15日   | （主）         | 2-0  | 2007年亞洲盃外圍賽 |
| 4  | 2007年6月10日    | 澳門（主）     | 2-1  | 2007年港澳埠際賽   |
| 5  | 2007年6月19日    | 中華臺北（中） | 1-1  | 2008年東亞盃外圍賽 |
| 6  | 2007年10月21日   | 东帝汶（客）   | 3-2  | 2010年世界盃外圍賽 |
| 7  | 2007年11月18日   | （客）         | 0-3  | 2010年世界盃外圍賽 |
| 8  | 2009年1月14日    | 印度（主）     | 2-1  | 國際友誼賽         |
| 9  | 2009年1月21日    | 巴林（主）     | 1-3  | 2011年亞洲盃外圍賽 |
| 10 | 2009年1月28日    | 葉門（客）     | 0-1  | 2011年亞洲盃外圍賽 |
| 11 | 2012年6月1日     | 新加坡（主）   | 1-0  | 國際友誼賽         |
| 12 | 2012年8月15日    | 越南（主）     | 1-2  | 國際友誼賽         |
| 13 | 2012年10月16日   | 新加坡（客）   | 0-2  | 國際友誼賽         |
| 14 | 2012年11月14日   | 马来西亚（主） | 0-3  | 國際友誼賽         |
| 15 | 2012年12月1日    | 關島（主）     | 2-1  | 2013年東亞盃外圍賽 |
| 16 | 2012年12月7日    | 中華臺北（主） | 2-0  | 2013年東亞盃外圍賽 |
| 17 | 2012年12月9日    | （主）         | 0-4  | 2013年東亞盃外圍賽 |
| 18 | 2013年2月6日     | （客）         | 0-0  | 2015年亞洲盃外圍賽 |
| 19 | 2013年3月22日    | 越南（主）     | 1-0  | 2015年亞洲盃外圍賽 |
| 20 | 2013年6月4日     | 菲律賓（主）   | 0-1  | 國際友誼賽         |
| 21 | 2013年9月6日     | 緬甸（客）     | 0-0  | 國際友誼賽         |
| 22 | 2013年9月10日    | 新加坡（主）   | 1-0  | 國際友誼賽         |
| 23 | 2013年11月15日   | 阿联酋（客）   | 0-4  | 2015年亞洲盃外圍賽 |
| 24 | 2013年11月19日   | （主）         | 0-2  | 2015年亞洲盃外圍賽 |
| 25 | 2014年9月6日     | 越南（客）     | 1-3  | 國際友誼賽         |
| 26 | 2014年9月9日     | 新加坡（客）   | 0-0  | 國際友誼賽         |
| 27 | 2014年月10月10日 | 新加坡（主）   | 2-1  | 國際友誼賽         |
| 28 | 2014年10月14日   | 阿根廷（主）   | 0-7  | 國際友誼賽         |
| 29 | 2014年11月13日   | （中）         | 1-2  | 2015年東亞盃外圍賽 |
| 30 | 2014年11月19日   | 關島（中）     | 0-0  | 2015年東亞盃外圍賽 |
| 31 | 2015年3月28日    | 關島（主）     | 1-0  | 國際友誼賽         |
| 32 | 2015年6月6日     | 马来西亚（客） | 0-0  | 國際友誼賽         |
| 33 | 2015年6月11日    | 不丹（主）     | 7-0  | 2018年世界盃外圍賽 |
| 34 | 2015年6月16日    | 馬爾地夫（主） | 2-0  | 2018年世界盃外圍賽 |
| 35 | 2015年8月9日     | （主）         | 2-3  | 2018年世界盃外圍賽 |
| 36 | 2015年10月8日    | 泰國（客）     | 0-1  | 國際友誼賽         |
| 37 | 2015年10月13日   | 不丹（客）     | 1-0  | 2018年世界盃外圍賽 |
| 38 | 2015年11月7日    | 緬甸（主）     | 5-0  | 國際友誼賽         |
| 39 | 2015年11月12日   | 馬爾地夫（客） | 1-0  | 2018年世界盃外圍賽 |
| 40 | 2015年11月17日   | 中國（主）     | 0-0  | 2018年世界盃外圍賽 |
| 41 | 2016年9月1日     | 柬埔寨（主）   | 4-2  | 國際友誼賽         |

## 榮譽
傑志
- 香港超級聯賽冠軍（2014–15季度）
- 香港甲組足球聯賽冠軍（2013–14季度）
- 香港聯賽盃冠軍（2005–06、2006–07、2014–15季度）
- 香港足總盃冠軍（2014–15季度）
- 香港高級組銀牌冠軍（2005–06季度）

飛馬
- 香港高級組銀牌冠軍（2008–09季度）
- 香港足總盃冠軍（2009–10季度）

東方龍獅
- 香港高級組銀牌亞軍（2017–18季度）

香港代表隊
- 省港盃冠軍（2012、2013年）
- 港澳埠際賽冠軍（2007年）

個人
- 香港聯賽盃 最佳防守球員（2005–06季度）
- 香港足球明星選舉 最佳年青球員（2005–06季度）
- 香港足球明星選舉 最佳十一人 （2014–15季度、2015–16季度）

## 外部連結
- 香港足總網頁球員註冊資料 （页面存档备份，存于）